# Strigolactone
Les strigolactones sont un groupe de composés chimiques produits par les racines d'une plante.
En raison de leur mécanisme d'action, ces molécules ont été classées comme hormones végétales ou phytohormones.
Les strigolactones sont fondamentales pour la reconnaissance de la plante par les champignons symbiotiques, fungi , notamment les champignons mycorhiziens à arbuscules, car elles établissent une association mutualiste avec ces plantes, et fournissent du phosphate et d'autres nutriments du sol.
L'un des principaux rôles des champignons à arbuscules contenus dans une association symbiotique avec les plantes, est de fournir des nutriments du sol aux plantes, en particulier du phosphate.
Les strigolactones ne sont pas seulement nécessaires à la reconnaissance de la plante par les champignons, mais aussi à la reconnaissance des champignons par la plante.
Les strigolactones ont été identifiées comme des hormones d'inhibition de la ramification chez les plantes ; lorsqu'elles sont présentes, ces composés empêchent la croissance excessive des bourgeons dans les terminaisons des tiges, ce qui stoppe le mécanisme de ramification des plantes.

Le processus de ramification est crucial pour établir la symbiose.

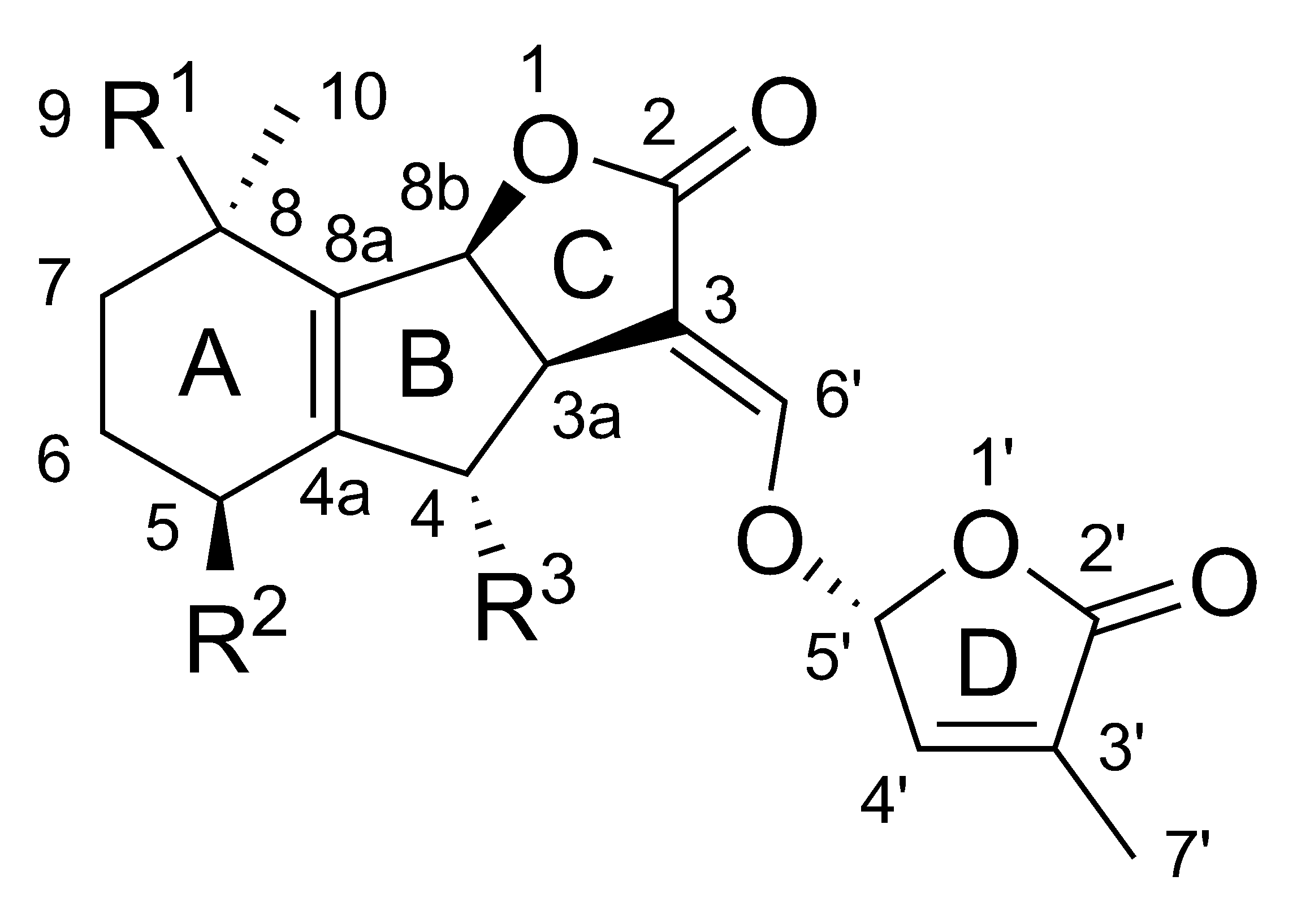
Structure générale des strigolactones.

Les strigolactones sont des hormones végétales qu'on pense dérivées du métabolisme des caroténoïdes, ainsi nommées car leur première découverte s'est faite au milieu des années 1960 avec la découverte d'une hormone induisant la germination des graines de Striga (genre de plantes parasites). 

## Fonctions des strigolactones
On en connaît plusieurs :
- Hormone impliquée dans la germination de certaines plantes.
- Médiation chimique dans les interactions entre plantes et leurs champignons mycorhiziens : ces derniers sont, grâce à cette hormone émise par les exsudats de racines, stimulés dans leur croissance[1] et guidés vers la plante, ayant pour conséquence une augmentation des chances de mycorrhization rapide[2],[3]. Des recherches en cours visent à synthétiser industriellement cette hormone pour faciliter la mycorrhization des plantes cultivées en champ, en serre ou en forêt[4].
- Contrôle de la ramification des plantes. Ce type d'hormone agit en inhibant la croissance des bourgeons situés à l’aisselle des feuilles. Les plantes mutantes qui n'en produisent pas sont « hyper-ramifiées ». En conséquence, certains cherchent à utiliser cette hormone en sylviculture pour contrôler la forme et la croissance d'arbres[5].

Les strigolactones pourraient également être impliquées dans certaines formes de parasitisme, par attraction de ces parasites.
Le mécanisme de reconnaissance des champignons est similaire à celui de la reconnaissance de bactéries telles que Rhizobia sp.